# 17245 Yixie
17245 Yixie este o planetă minoră (asteroid), cu un diametru de 8,539 km, din centura de asteroizi. A fost descoperită pe 5 aprilie 2000 la Magdalena Ridge Observatory⁠(d) de Lincoln Near-Earth Asteroid Research. 
Obiectul prezintă o orbită caracterizată de o semiaxă mare de 2,4265893 UAi, o excentricitate de 0,13, o înclinație de 5,64952 ° în raport cu ecliptica.